# Lago Yusala
El lago Yusala es un lago de agua dulce ubicado del departamento del Beni, Bolivia. Se encuentra a una altitud de 170 metros sobre el nivel del mar. Tiene unas dimensiones de 4,7 km de largo por 4,5 km de ancho y una superficie de 1.367,4 ha o 13,67 km². Se encuentra a una distancia de 10,5 km del lago Rogagua.